# Segré
Segré ist eine Ortschaft und eine Commune déléguée in der französischen Gemeinde Segré-en-Anjou Bleu mit 6.959 Einwohnern (Stand: 1. Januar 2022) im Département Maine-et-Loire in der Region Pays de la Loire. Segré liegt an der Kreuzung der Straßen Angers–Rennes und Nantes–Laval. Die Stadt wird vom Fluss Oudon und seinem Nebenfluss Verzée durchquert. 
Die Gemeinde Segré wurde am 15. Dezember 2016 mit 14 weiteren Gemeinden, namentlich Aviré, Le Bourg-d’Iré, La Chapelle-sur-Oudon, Châtelais, La Ferrière-de-Flée, L’Hôtellerie-de-Flée, Louvaines, Marans, Montguillon, Noyant-la-Gravoyère, Nyoiseau, Saint-Martin-du-Bois, Saint-Sauveur-de-Flée und Sainte-Gemmes-d’Andigné zur neuen Gemeinde Segré-en-Anjou Bleu zusammengeschlossen. Sie war Verwaltungssitz des Arrondissements Segré.

## Bevölkerungsentwicklung
- 1962: 5203
- 1968: 5969
- 1975: 6702
- 1982: 6777
- 1990: 6434
- 1999: 6410
- 2006: 6671

## Wirtschaft
Das Unternehmen Longchamp, das Luxusprodukte im Bereich des Lederwarengewerbes herstellt, betreibt seit 1957 eine Fabrik in Segré.
Die Stadt war ein regionaler Bahnknoten an der Bahnstrecke Sablé–Montoir-de-Bretagne; hier zweigten Bahnen nach Nantes und Angers davon ab.

## Städtepartnerschaften
- Lauingen, Bayern, Deutschland
- Ferndown, Großbritannien